# تحرير الأرض (حركة صهيونية)
حركة تحرير الأرض وتكتب (بالعبرية: גאולת קרקע) مفهوم استرداد الأرض تستخدمه الحركة الصهيونية، لوصف مصادرة الأراضي في فلسطين من قبل الأفراد والمؤسسات اليهودية. هذا المصطلح الحديث هو تجسيد للمصطلح الكتابي "فداء الأرض". وبناء على هذا أُنشأ الصندوق القومي لإسرائيل" لجمع التبرعات للأغراض الاستيطان. على وجه التحديد، منذ مطلع القرن العشرين وحتى اندلاع الحرب العالمية الأولى، في نشاطه من أجل الاستيطان.

## خلفية
منحت مجموعة من الاتفاقيات الثنائية بين الباب العالي والانتداب، خلال القرن التاسع عشر، رعايا تلك القوى واليهود بشكل عام، سلسلة من الحقوق تسمى الامتيازات، والتي اشتروا بموجبها أراضي في الإمبراطورية العثمانية والحماية. بسبب الضرائب الكثيرة وتحسين الأمن الشخصي في ظلّ الدولة العثمانية.
إحدى الإصلاحات الزراعية للتنظيمات، اشترت العائلات الثرية مساحات كبيرة من الأراضي في جميع أنحاء الدولة العثمانية بأكملها. اشترت عائلة خلال الأعوام 1869-1872، اشترت عائلة سرسك حوالي ربع مليون دونم، معظمها في مرج ابن عامر أكثر مناطق فلسطين خصوبة. كانت هذه أكبر شراء يهودي للأراضي في فلسطين خلال فترة الهجرة اليهودية المبكرة. وكانت صفقة سرسق تمثل 58% من مشتريات اليهود من الأراضي من الملاك الأجانب الغائبين المحددين في قائمة جزئية في مذكرة قدمتها اللجنة العربية العليا إلى لجنة التحقيق الأنجلو أمريكية في 25 فبراير 1946.وكذلك عضو العائلة ميشيل سرسك، مع محمد عمر بيهوم. حصل على امتياز في وادي الحولة. اشترت عائلة ثين أهوار الحفارات، واشترت عائلة تواني (ثوايني) الأراضي التي تقع عليها نهاريا وتل شمس وجدة في مرج ابن عامر وأراضي "أم العمد" التي بيعت عام 1906 لفرسان الهيكل الذين أسسوا "فالدهايم" هناك (والد ألوني). كما اشترى سليم خوري مناطق واسعة من الخضيرة، وهور كبارة، وأراضي وادي القباني (ملك لعائلة القباني) وغيرهم من عائلات الأثرياء آنها. ليس ذلك في السهل الساحلي فحسب وإنّما في النقب أيضًا.
كان رؤساء القبائل يمتلكون بعض الأراضي على الرغم من أنها مسجلة كأراضي دولة. كما اشترى السلطان عبد الحميد الثاني لنفسه حوالي ربع مليون دونم من أراضي الجفتالك (ملكية السلطان الخاصة) في وادي الأردن ووادي بيسان بشكل رئيسي.
لم يسمح القانون العثماني قانونًا ببيع الأراضي في أراضي الإمبراطورية لغير المسلمين وغير رعايا الدولة. ومع ذلك، فقد انتهكت هذه المبادئ تحت ضغط الانتداب، على سبيل المثال في إطار التنازلات، وكذلك بمساعدة الرشاوى المقدمة للمسؤولين العثمانيين، حتى على أعلى المستويات. وهكذا استحوذ "فرسان الهيكل الألمان" الأراضي الواقعة على جبل الكرمل، وعند سفحه في النصف الثاني من القرن التاسع عشر، ثم في يافا وكذلك في أماكن أخرى حيث أقيمت مستوطناتهم.

## عمليات الاستحواذ
حدثت عمليتان مهمتان في الاستحواذ على الأراضي الخصبة والوديان، وهما: الخروج من أسوار المستوطنة القديمة وبداية الهجرة الصهيونية. بدأ شراء الأراضي والاستيطان في ستينيات القرن الثامن عشر، وبالتالي أقيمت أحياء ومستوطنات يهودية في فلسطين، تمهيدًا لموجة الاستيطان الأولى. إضافة إلى شراء الأراضي في المناطق الساحلية، التي تقع عليها مستوطنات كل من: ريشون لتسيون، زخرون يعكوف، نيس زيونا، يسود همالي وغيرها. وفي عام 1894 قام المهندس يوسف زيدنر، ممثل جمعية صهيونية من مدينة يكاترينوسلاف في روسيا، بشراء 88 ألف دونم من أراضي حوران.
في عام 1885، اقترح بنسكر إنشاء شركة مساهمة، والتي من شأنها شراء الأراضي في أرض إسرائيل وتكون قادرة على بيعها بربح أو تأجيرها للمزارعين اليهود. تأسست الشركة ولكنها واجهت صعوبة في جمع الأموال وكانت غير نشطة عمليًا. وفي عام 1887، حاول ديزنغوف إحياء الفكرة، لكنه لم ينجح أيضًا. في عام 1897، طرح تسفي هيرمان شابيرا فكرة الصندوق القومي لإسرائيل، الذي تأسس بعد حوالي 8 سنوات، كما فشل في شراء الأراضي قبل نهاية الحرب العالمية الأولى.
اشترت الحركة الصهيونية أراضٍ في أرض إسرائيل. وفي عام 1890، تأسست شركة "رست ونشالا" لشراء أراضي خربة دوران من عائلة روك، والتي أقيمت عليها مستوطنة رحوفوت.
وكان من بين المشترين أفراد وجمعيات وشركات عامة، بما في ذلك: شركة YKA (لاحقًا، PKA) - برعاية بارون روتشيلد، وKKL-Junk التابعة للمنظمة الصهيونية، وشركة جأولا، وشركة طبريا للأراضي والمزروعات التي اشترتها عام 1909. من مجموعة ألمانية حوالي 6000 دونم من أراضي المجدل، ملكية سانت لويس التي اشترت ملكية فيوريا عام 1910، ملكية شيكاغو التي اشترت أراضي شارونا في الجليل عام 1913. في عام 1911، أسس أوتو واربورغ وهيل تشيلانوف حركة "تحرير الأرض" في ألمانيا والتي تمكنت من شراء أرض في مستوطنة مجدال.
منذ عام 1910، كانت الهيئة الوسيطة في جزء كبير من المعاملات التسوية وكان الشخص الذي ينفذها نيابة عنها في عدد كبير من الحالات هو يهوشوا هانكين، وكان يوسف فايتز هو الشخص المنفذ لـ KKL في بعض المشتريات، وموشيه غولدنبرغ، كان ممثّل بيت ألفا يعمل في شراء أراضي وادي بيسان لصالح منظمة كو كلوكس كلان، وبالنسبة للكيبوتس، قام يهوشوا أوسوفيتسكي، يليه حاييم كالفاريسكي، بشراء الأراضي لصالح YKA/PICA. كان هناك العديد من المشترين الآخرين بما في ذلك يوسف نحماني، وابني شقيق هانكين – أسيل ويوآف زوكرمان.
وفي يوليو 1912، تم تأسيس شركة "Estate A New York"، وهي شركة يهودية أمريكية للاستيطان في فلسطين، في نيويورك. وبوساطة حنكين، قامت الجمعية بشراء أرض مجاورة لقرية خربة عزون. أيضًا إنشاء شركة جديدة لبيع وشراء الأراضي، حيث استحوذ على أراضٍ في يافا وضواحيها، القدس، جبل كنعان وحيفا. أمّا في 2 نيسان 1922، وطأت أقدام مستوطنين رعنانا الأوائل الأرض. على صعيد آخر، رتبت شركة تنمية الأراضي الفلسطينية لشراء منطقة كبيرة في مرج ابن عامر من نجيب وألبير سرسق، ولكن الصفقة لم تكتمل بسبب الحرب العالمية الأولى. 
بعد الحرب العالمية الأولى، بدأت الجمعية الأمريكية الصهيونية العمل في مجال حيازة الأراضي. في 8 أيلول (سبتمبر) 1928، اشترت جمعية بني بنيامين 882 دونماً (أو 1400 دونم بحسب رواية أخرى) من أراضي أم خالد من الشيخ صالح حمدان، التي أقيمت عليها مستعمرة نتانيا. وفي عام 1924، أسس بني بنيامين شركة "حانوت" لزراعة البساتين وزراعتها - وهي شركة شاركت أيضًا في نقل ممتلكات اليهود الألمان إلى إسرائيل وعملت على شراء الأراضي. في 18 ديسمبر 1918، تم إبرام الاتفاق؛ فقد غطى 71,356 دونم في مرج ابن عامر، بما في ذلك تل عدشيم.
في عام 1928، قام اللورد ألفريد موند (اللورد ميلشيت)، مع مجموعة من المستثمرين، بتأسيس شركة "مزرعة أرض إسرائيل" واشترت الشركة خلال عام 1929 زهاء 2500 دونم من الأراضي الزراعية في منطقة غور الأردن لهذا الغرض. من زراعة الحمضيات. وفي عام 1930، انضم اللورد يسرائيل موشيه زيف إلى الشركة واشترى 800 دونم إضافية. ومع بداية الانتداب البريطاني، تم شراء حوالي نصف مليون دونم من الأراضي الخاصة.
وفي ضوء القانون العثماني بشأن وجوب استيطان الأراضي، كان من الضروري القيام بأنشطة زراعية استباقية كغرس الأشجار أو رعي الأغنام، حتى لا تضيع السيطرة عليها من صاحبها وتعاد إلى السلطات. ولهذا السبب تم توظيف العمال اليهود، للقيام بنشاط زراعي استباقي.  
أعرب تقرير هوب-سيمبسون، الذي تناول قطاع الأراضي، عن قلقه البالغ من أن تؤدي زيادة الاستيطان وشراء اليهود للأراضي إلى مصادرة جماعية للأجزاء من قبل اليهود، وقد رفض بيل الادعاء المتعلق بالمصادرة الجماعية للأجزاء من قبل اليهود اللجنة، حيث قرر قادتها أنه على الرغم من حالات مصادرة محددة، فإن جزءًا كبيرًا من الأراضي لم تتم زراعتها قبل الشراء وتضمنت المستنقعات والكثبان الرملية قبل أن تصبح بساتين حمضيات، أوصت اللجنة الحد بشدة من شراء اليهود للأراضي في المناطق الجبلية، حيث يعيش غالبية السكان العرب، ومن ناحية أخرى، الاستمرار في السماح بشراء الأراضي في السهل الساحلي والوديان حيث يكون السكان متناثرين.

## بعد حرب الأيام الستة
صادرت إسرائيل الأراضي بغرض إقامة المستوطنات والمعسكرات، إلا أن هذه الأراضي لم تكن كافية لحاجات المستوطنات، وبالتالي أستحوذ على الأراضي من أصحابها مباشرة. هذه التصرفات في ظل المحظورات التي يفرضها القانون الأردني والنضال الفلسطيني ضد تسريب الأراضي، عرّضت من يأخذهم لعقوبة الإعدام سواء من الأردنيين أو من السكان المحليين.